# Parantica philo
Parantica philo là một loài bướm giáp thuộc họ Danainae. Đây là loài đặc hữu của Indonesia.